# 루리 (체조 선수)
루리(陆莉, 1976년 8월 30일 ~ )는 중화인민공화국의 체조 선수이다.
후난성 닝샹 시에서 태어난 루리는 1991년 초순에 15세의 나이로 중화인민공화국 국가 대표팀으로 나갔다. 하지만 간병이 거의 올림픽 출전으로부터 그녀를 방해하였다. 1992년 4월 바르셀로나 올림픽이 열리기 몇달 전에 파리에서 열린 세계 선수권에 첫 국제 데뷔를 한 그녀는 이단평행봉 4위에 그쳤다.
루리는 바르셀로나 올림픽에서 이단평행봉 금메달을 획득하기로 가장 잘 알려졌다. 라비니아 밀로쇼비치도 또한 10점을 배긴 같은 밤에 루리는 완벽한 10점을 득점하여 우승하였다. 그녀와 밀로쇼비치는 올림픽 경연에서 10점을 득점한 마지막 2명의 선수들로 남아있었다. 그녀는 또한 평균대 운동에서 미국의 섀넌 밀러와 동등하게 은메달을 땄다. 개인 종합 부분에도 나갔지만, 실망스러운 34위를 하였다.
1993년 국내 선수권에서 이단평행봉을 우승한 후, 은퇴하였다.
2000년 미국 캘리포니아주로 이주한 후, 여러 군데에서 코치를 맡아왔다.